# Ophiomyia visenda
Ophiomyia visenda är en tvåvingeart som beskrevs av Spencer 1965. Ophiomyia visenda ingår i släktet Ophiomyia och familjen minerarflugor. Inga underarter finns listade i Catalogue of Life.